# Universities Space Research Association

Logo

Universities Space Research Association (USRA) jest założoną w dniu 12 marca 1969 r. w District of Columbia prywatną korporacją, typu non-profit pod kierownictwem National Academy of Sciences (NAS). USRA zapewnia mechanizm, poprzez który uniwersytety mogą skutecznie współpracować ze sobą, rządem, oraz innymi organizacjami dla przyszłej technologii i badań kosmicznych, a także promować edukację w tych dziedzinach. Jej misja przeprowadzona jest przez instytuty, centra, wydziały i programy. Personelu naukowego i administracyjny jest obecnie około 420. Członkostwa instytucjonalne w Stowarzyszeniu wzrosły z 49 szkół wyższych i uniwersytetów, kiedy został ufundowany, do 105 instytucji obecnie. Wszystkie instytucje członkowskie posiadają programy studiów doktorskich z badania przestrzeni kosmicznej, czy technologii. Oprócz 95 instytucji członkowskich w Stanach Zjednoczonych, istnieją dwie instytucje członkowskie w Kanadzie, cztery w Europie, dwie w Izraelu, oraz po jednej w Australii i Hongkongu
.

## Prezydenci USRA
- Dr. A. Robert Kuhlthau (1969–1976)
- Dr. Alexander J. Dessler (1976–1981)
- Dr. Paul J. Coleman, Jr. (1981–2000)
- Dr. David C. Black (2000–2006)
- Dr. Frederick A. Tarantino (2006–dziś)

## Instytuty i programy naukowe
- Center for Advanced Space Studies (CASS)
- Center for Program/Project Management Research (CPMR)
- Cooperative Program in Space Science (CPSS)
- Center for Space Nuclear Research (CSNR)
- Division of Space Life Sciences (DSLS)
- Education Programs Office at CASS
- Earth Sciences Applications Research Program (ESARP)
- Earth System Science Education for the 21st Century (ESSE 21)
- Earth System Science Program (ESSP) in Huntsville
- NASA Summer Faculty Research Opportunities (NSFRO)
- Lunar and Planetary Institute (LPI)
- National Center for Earth and Space Science Education (NCESSE)
- National Center for Space Exploration Research on Fluids and Combustion (NCSER)
- Navy Astronomy Programs (NRL and USNO)
- Research Institute for Advanced Computer Science (RIACS)
- Revolutionary Aerospace Systems Concepts - Academic Linkage (RASC-AL) Program
- Stratospheric Observatory For Infrared Astronomy (SOFIA)
- Technology Development and Aerospace Environments  (TDAE)
- USRA Astronomy Program in Huntsville
- Visiting Researcher Exchange and Outreach (VREO) Program